# كأس ماليزيا 2009
كأس ماليزيا 2009 هو موسم من كأس الاتحاد الماليزي. كان عدد الأندية المشاركة فيه 28، وفاز فيه نادي سلاغور.